# Centrolene scirtetes
A Centrolene scirtetes a kétéltűek (Amphibia) osztályába, a békák (Anura) rendjébe, ezen belül az üvegbékafélék (Centrolenidae) családjának Centrolene nemébe tartozó faj.

## Előfordulása
Kolumbiában és Ecuadorban él. Természetes élőhelye a szubtrópusi és trópusi hegyi erdők és folyóvizek. Veszélyeztetettségi státusza kevéssé ismert.